# Кулаченко, Александр Валерьевич
Александр Валерьевич Кулаченко (эст. Aleksandr Kulatšenko; 25 мая 1987, Кохтла-Ярве) — эстонский футболист, полузащитник и нападающий.

## Биография
Воспитанник йыхвиского футбола. Взрослую карьеру начал в 2003 году в клубе третьей лиги Эстонии «Орбит» (Йыхви), где в 13 матчах забил 13 голов. Летом следующего года перешёл в «Нарва-Транс», выступающий в высшем дивизионе. Дебютный матч в чемпионате Эстонии сыграл 2 августа 2004 года против «Флоры», а первый гол забил в своей второй игре — 8 августа 2004 года в ворота «Тулевика». В клубе из Нарвы провёл два с половиной сезона, за это время становился серебряным (2006) и бронзовым (2005) призёром чемпионата страны. Участвовал в играх Кубка Интертото, в 2006 году забил единственный гол «Транса» в противостоянии со шведским «Кальмаром».
В 2007 году перешёл в столичный ТФМК, где выступал два сезона. В 2007 году завоевал бронзовые медали и вошёл в десятку лучших бомбардиров чемпионата (13 голов), при этом в большинстве матчей выходил на замены. В 2008 году клуб также мог занять третье место, но был дисквалифицирован и расформирован. В составе таллинского клуба сыграл в 2008 году два матча в Лиге Европы УЕФА. После расформирования ТФМК Кулаченко перешёл в «Тулевик» (Вильянди), провёл в его составе два с половиной сезона (в 2011 году клуб был переформирован и выступал под названием «Вильянди»). В 2010 году стал лучшим бомбардиром «Тулевика» (8 голов).
Летом 2011 года фактически завершил профессиональную карьеру и перешёл в таллинский «Инфонет», игравший в первой лиге, однако регулярным игроком основного состава был только осенью 2011 года. В 2012 году, когда «Инфонет» стал победителем первой лиги, футболист вышел на поле только в 11 матчах из 36, а в дебютном для клуба в высшей лиге сезоне 2013 года сыграл 3 матча. С 2014 года до конца карьеры играл за резервные составы «Инфонета» в низших лигах.
Всего в высшем дивизионе Эстонии сыграл 168 матчей и забил 58 голов.
Провёл 2 матча за молодёжную сборную Эстонии.

## Достижения
- Серебряный призёр чемпионата Эстонии: 2006
- Бронзовый призёр чемпионата Эстонии: 2005, 2007

## Личная жизнь
Отец, Валерий Кулаченко (род. 1955) — футбольный тренер, работал с детскими и взрослыми командами в Йыхви, в том числе был главным тренером «Орбита».